# Gretsch

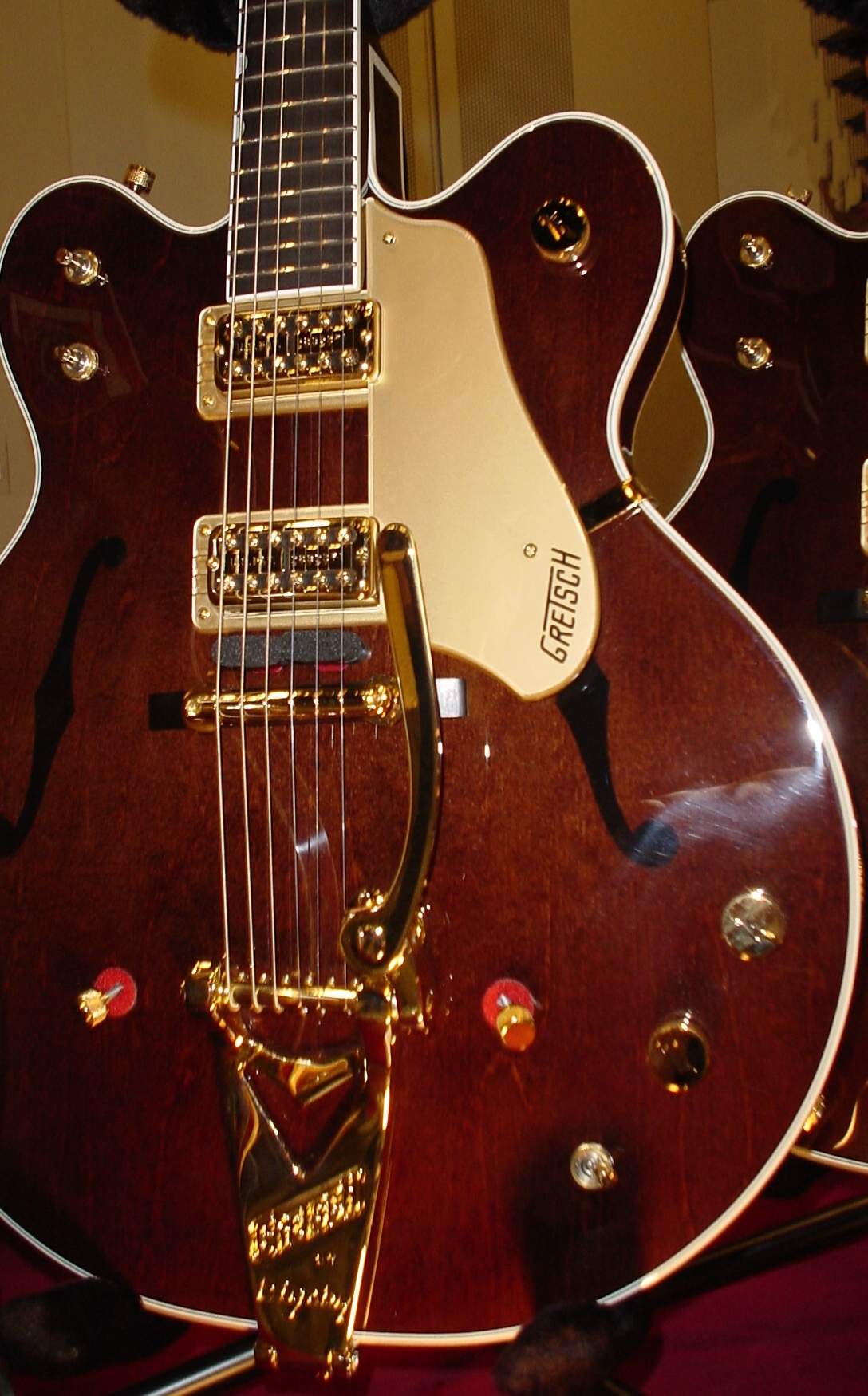
G6122-1962 Chet Atkins Country Gentleman

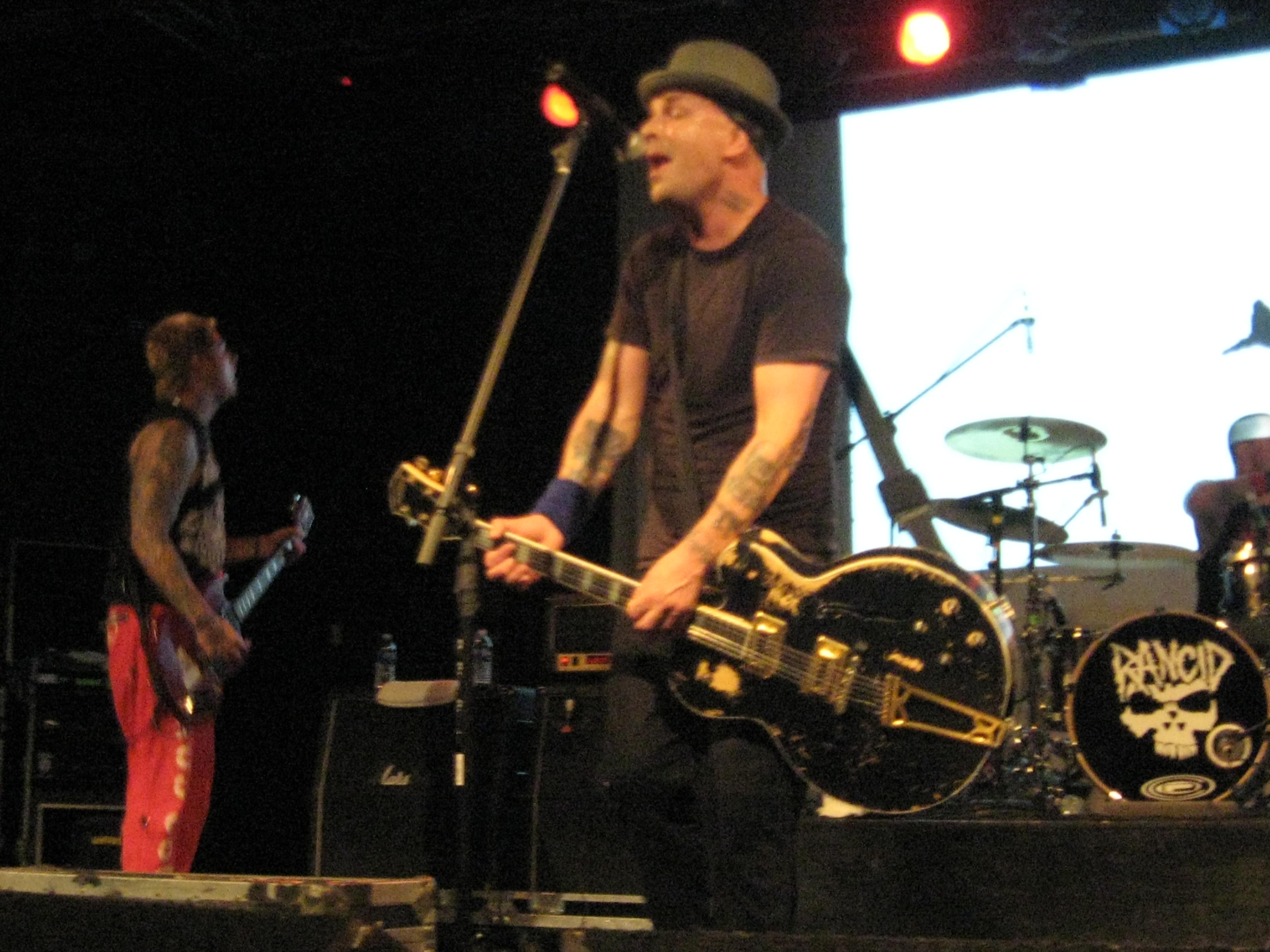
Тім Армстронг з гітарою Gretsch

Ґреч (нім. Gretsch) — американська компанія, виробник електрогітар, була заснована в 1883 році німецьким емігрантом Фредеріком Ґречем.

## Історія
Свій перший музичний магазин Фредерік Гретч відкрив в Брукліні. Лавка спеціалізувалася спочатку на виготовленні та продажу банджо і ударних інструментів .
Серед перших відомих гітаристів, що грали на гітарах Гретч — Чет Аткінс та Едді Кокран.
У 1920 році компанії Gretsch приписують винайдення виробництва барабанних обичайок за технологією багатошарового розшарування дерева. Отримувані тришарові кленові обичайки з тришаровим зміцнювальним кільцем були легшими та міцнішими і з більшою ймовірністю зберігали круглу форму, на відміну від одношарових обичайок, оброблених паром. У 1926 році Gretsch стала єдиною компанією, що мала ліцензію на імпорт тарілок K. Zildjian Constantinople і Istanbul cymbals, це був вдалий контракт, яким компанія Gretsch володіла майже 50 років.
До 1960-х років компанія залишалася сімейним підприємством, яке переходило від старших поколінь до молодших. Серед відомих гітаристів, що грали на гітарах «Ґретч» — Джордж Харрісон («The Beatles»), Тім Армстронг («Rancid»), , Роберт Сміт («The Cure»), Мартін Гор («Depeche Mode»), Боно («U2»), Патрік Стамп («Fall Out Boy») та інші.
З 2002 року торгова марка «Gretsch» належить світовому гіганту Fender Musical Instruments Corporation .